# Zetta
Zetta (symbool: Z) is het SI-voorvoegsel dat gebruikt wordt om een factor 1021 (gelijk aan 10007 of één triljard) aan te duiden.
Het wordt gebruikt sinds 1991; de naam is afgeleid van het Latijnse septem, voor zeven.